# クリスティアン・フリードリヒ・ダニエル・シューバルト
クリスティアン・フリードリヒ・ダニエル・シューバルト（ドイツ語:Christian Friedrich Daniel Schubart、1739年3月24日 - 1791年10月10日）は、ドイツ・オーバーゾントハイム（旧ヴュルテンベルク）出身の詩人、音楽家。
18世紀後半に流行したシュトゥルム・ウント・ドラングを代表する詩人で、近代ドイツ最初の政治詩とされる『領主の墓』や『乞食兵士』を著し、『人間的な心の歴史によせて（Zur Geschichte des menschlichen Herzens）』は同国出身の詩人フリードリヒ・フォン・シラーの戯曲『群盗』にも見られるように、シラーに大きな影響を与えた。またオーストリアの音楽家フランツ・シューベルトが1817年に作曲した『鱒』の作詞者として知られる。
アーレン市が1956年から主催する文学賞「シューバルト賞」に名を残す。

## 生涯
1739年3月24日、ドイツのバーデン＝ヴュルテンベルク州オーバーゾントハイムに牧師の子として生まれる。アーレンを経てフリードリヒ・アレクサンダー大学エアランゲン＝ニュルンベルクに入学し、神学を学んだ。その後しばらくはルートヴィヒスブルクなどでオルガニストとして働いて生計を立てていた。
1774年からはジャーナリストとして働き、主にハイルブロン、マンハイム、ミュンヘン、アウクスブルクを旅した。特にアウクスブルクでは1774年から1778年まで自由主義的傾向が強かった雑誌『ドイツ年代記（Deutsche Chronik）』を刊行し、ヨーロッパ各地で人気を博していたが、その自由奔放な主張がヴュルテンベルク公カール・オイゲンの怒りを買い、1777年から約10年間投獄された。彼はホーエンアスペルク（Hohenasperg）の刑務所に収容されたが、彼が最初に入れられた旧望楼は、のちに「シューバルト塔」と呼ばれることになる。刑務所はナチス・ドイツ時代にはシンティ・ロマ（ジプシー）の人たちが集められる場所となり、彼らはそこから特別列車で東に「追放」された。この施設は現在「ホーエンアスペルク刑務所病院」として使用されている。
獄中でもなお『王侯の墓穴』などの詩を書き、社会に対する痛烈な批判を行い、若者に影響を与えた。1787年5月に、彼の獄中の作品の一つ、プロイセンのフリードリヒ大王への賛歌を契機になされたプロイセン政府の介入によって釈放され、亡くなるまで宮廷劇場の監督を務めた。
1791年10月10日にシュトゥットガルトで亡くなる。